# اعتدال میانگین

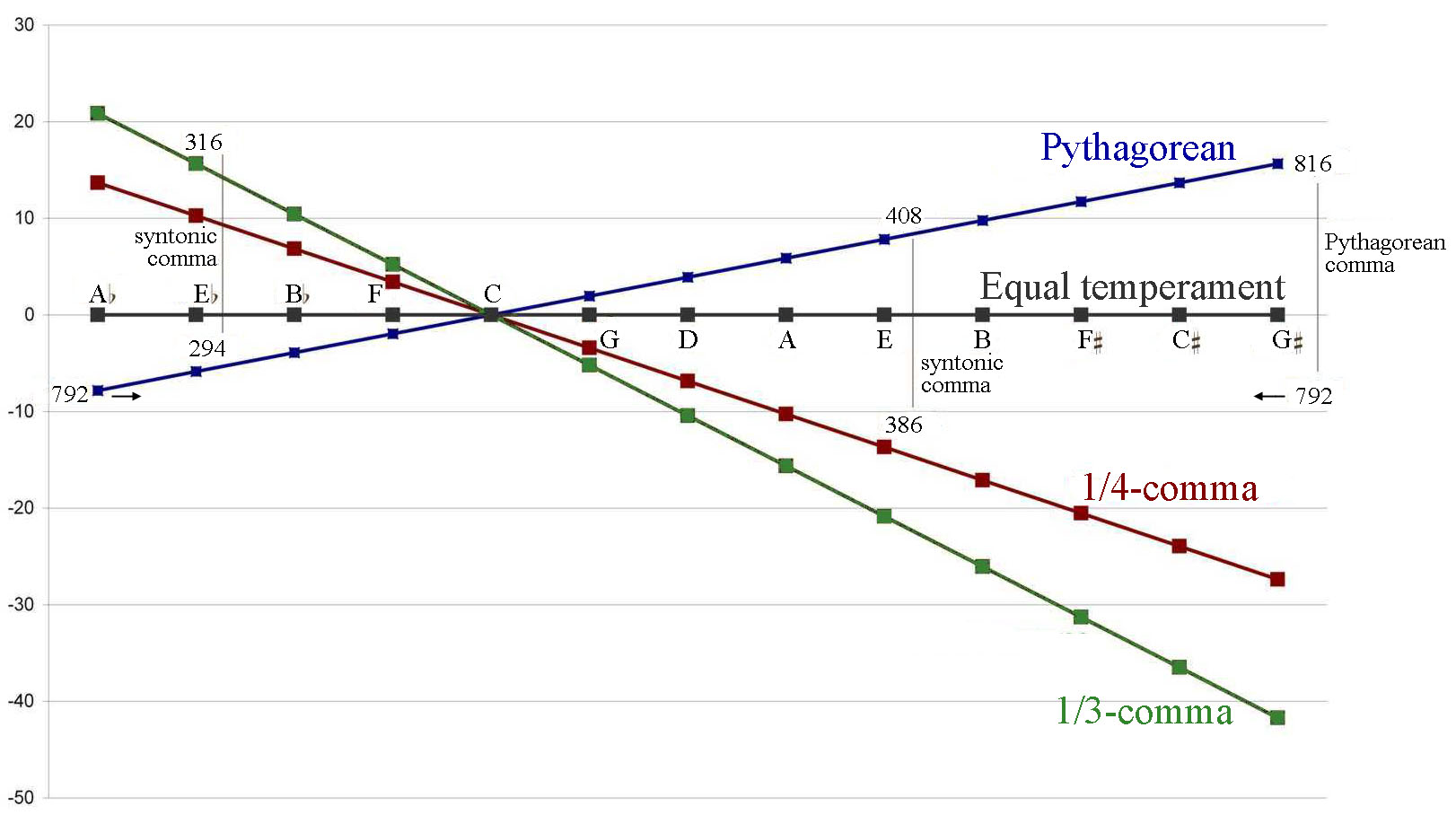
مقایسه کوک فیثاغورثی (آبی)، اعتدال مساوی (سیاه)، یک‌چهارم کمای میانگین (قرمز) و یک‌سوم کمای میانگین (سبز). نقطهٔ مشترک همهٔ آن‌ها به صورت دلخواه روی نت دو (C) تنظیم شده‌است. درجات بر اساس دایره پنجم‌ها مرتب شده‌اند. از آنجا که در تمام این چهار کوک فاصله‌های پنجم همیشه ثابت هستند، هر چهارتای آن‌ها به صورت خط‌های صاف نمایش یافته‌اند. شیب خط نشان می‌دهد که این کوک‌ها نسبت به کوک فیثاغورثی چقدر تعدیل شده‌اند. در کوک فیثاغورثی فواصل پنجم، خالص هستند (نسبت ۳:۲ دارند، معادل ۷۰۲ سنت). لا بمل (♭A) در کوک فیثاغورثی بر ۷۹۲ سنت منطبق است (سمت چپ تصویر) و سل دیز (♯G در سمت راست تصویر) بر ۸۱۶ سنت منطبق است؛ تفاوت این دو معادل کمای فیثاغورثی است. اعتدال مساوی، بنا بر تعریفش، چنان است که لا بمل و سل دیز در یک سطح قرار دارند و فاصله‌ای از هم ندارند. در کوک یک‌چهارم کمای میانگین، فواصل سوم بزرگ خالص هستند (نسبت ۵:۴ دارند، معادل ۳۸۶ سنت، و یک کمای همصدا پایین‌تر از فاصلهٔ سوم بزرگ کوک فیثاغورثی که ۴۰۸ سنت طول دارد). در کوک یک‌سوم کمای میانگین، فواصل سوم کوچک خالص هستند (نسبت ۶:۵ دارند، معادل ۳۱۵ سنت، یا یک کمای همصدا بالاتر از معادل فیثاغورثی که ۲۹۴ سنت طول دارد). در هر دوی این کوک‌ها که انواعی از اعتدال میانگین هستند، فاصلهٔ بین نت‌های مترادف لا بمل و سل دیز بیشتر از چیزی است که از کوک فیثاغورثی به دست می‌آید، و این تفاوت در سمت سل دیز به مراتب بیشتر است تا در سمت لا بمل.

اعتدال میانگین یا اعتدال متوسطه یک اعتدال موسیقی است، یعنی یک روش برای کوک‌کردن سازها. در حالت کلی، اعتدال میانگین به روشی مشابه کوک فیثاغورثی ساخته می‌شود، یعنی با استفاده از دایره پنجم‌ها؛ تفاوت این در آن است که اندازهٔ فاصلهٔ پنجم درست در اعتدال میانگین اندکی کمتر از نسبت ۳:۲ است که در کوک فیثاغورثی استفاده می‌شود. در اعتدال میانگین، این نسبت حتی از نسبت ۲۱/۱۲:۱ که در اعتدال مساوی دوازده‌نتی استفاده می‌شود هم کوچک‌تر است.

## اعتدال میانگین
- تمام فواصل پنجم را با استفاده از فواصل تعدیل شدهٔ پنجم درست ایجاد می‌کند؛ و
- با انتخاب اندازهٔ مناسبی برای فاصلهٔ سوم بزرگ یا کوچک، کمای همصدا را از میان می‌برد و به همصدایی کامل تبدیل می‌کند.

اعتدال یک‌چهارم کمای میانگین بهترین اعتدال میانگین شناخته شده‌است، و عبارت اعتدال میانگین غالباً برای توصیف از این نوع خاص آن اعتدال به کار می‌رود.